# Oeneis lederi
Oeneis lederi är en fjärilsart som beskrevs av Alphéraky 1897. Oeneis lederi ingår i släktet Oeneis och familjen praktfjärilar. Inga underarter finns listade i Catalogue of Life.